# Manoir de Perros
Le manoir de Perros est un édifice situé à Bubry, en France.

## Situation
Le manoir est situé sur le territoire de la commune de Bubry, au lieu-dit Perros, dans le département du Morbihan, en région Bretagne.

## Description
Plan régulier, il est construit en moellons de granite.Édifice à un étage carré, élévation ordonnancée. La toiture à longs pans est couverte d'ardoises,  croupe et pignon découvert, escalier hors-œuvre tournant à retours sans jour. La chapelle est détruite.

## Histoire
Le manoir date du XVIIe siècle. Le manoir est inscrit à l'inventaire général du patrimoine culturel.